# 1625
Cette page concerne l'année 1625  du calendrier grégorien. Pour l'année 1625 av. J.-C., voir 1625 av. J.-C.
L'année 1625 est une année commune qui commence un mercredi.

## Événements

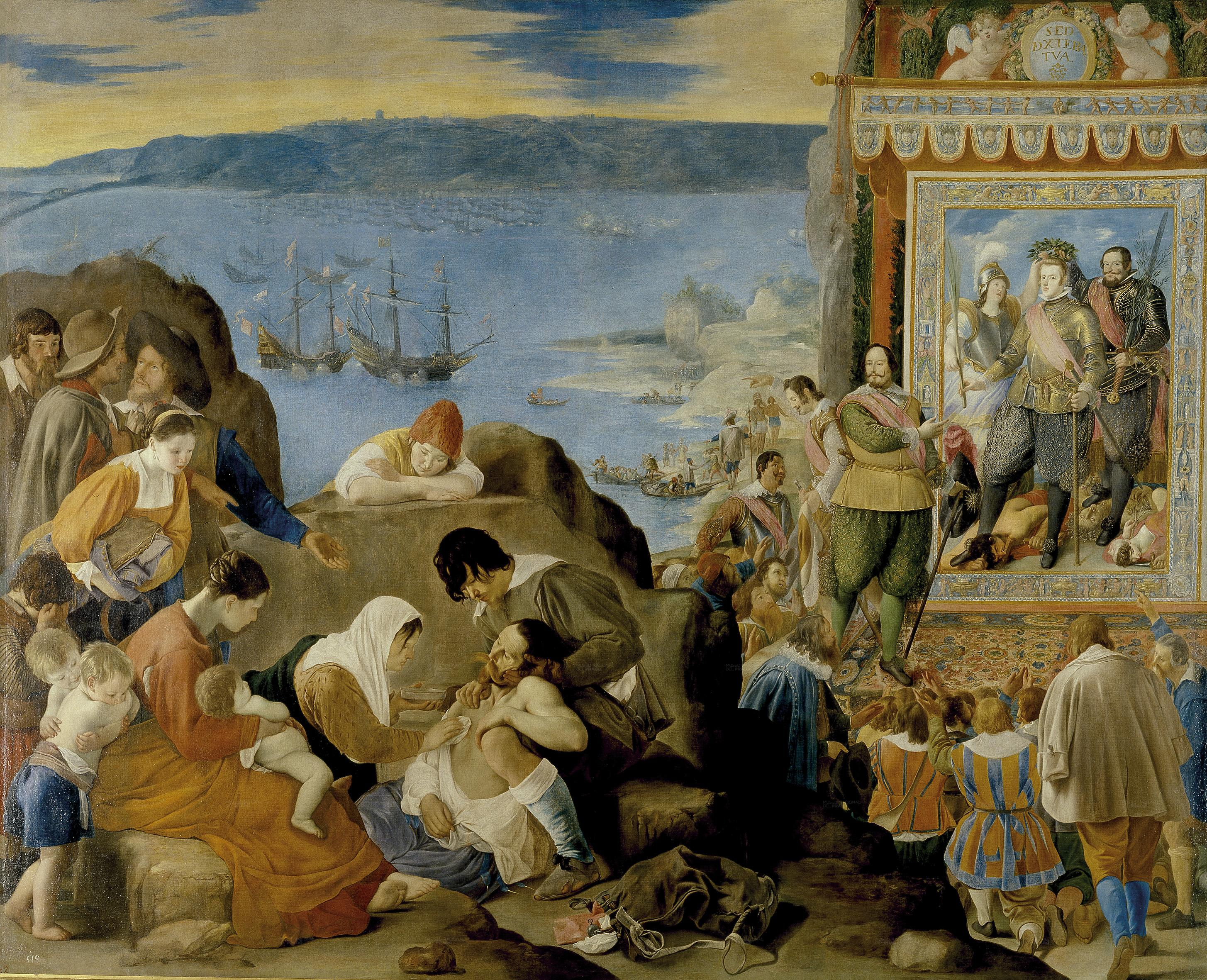
: reprise de Bahia. Toile de Juan Bautista Maíno.

- 30 avril, Brésil : capitulation de Salvador de Bahia[1]. Une flotte composée de forces portugaises, espagnoles et amérindiennes reprend la ville prise en 1624 par une flotte hollandaise. L’expédition est spontanément financée par la Chambre municipale de Lisbonne, à la hauteur de l’énorme somme de 170 000 cruzados. Cette dépense attise la convoitise de la monarchie castillane aux prises avec des difficultés financières.
- 13 mai, Whitehall : une proclamation royale déclare que la Virginie, les Bermudes et la Nouvelle-Angleterre font partie de l'Empire anglais. Une administration coloniale est instituée. La Virginie devient colonie de la Couronne britannique. Elle est placée sous l’autorité d’un gouverneur nommé par la Couronne, flanqué d’un Conseil et d’une Chambre élus par les colons[2]. À la base, un conseil de paroisse gère les finances, choisit les ministres du culte et assure l’assistance. Des juges et un jury, élus par les conseils de paroisse se réunissent en session au chef-lieu du comté. La Virginie reçoit l’Église établie anglicane mais infléchit le système épiscopal vers un congrégationalisme modéré. Ses institutions inspireront les autres colonies.
- 14 mai : le capitaine John Powell débarque à La Barbade qu'il revendique pour Jacques Ier d'Angleterre[3].
- 19 juin : arrivée des premiers Jésuites au Canada. Ce sont les pères Énemond Massé, Jean de Brébeuf et Charles Lalemant[4].
- 25 septembre : la flotte hollandaise attaque San Juan de Porto Rico[5].
- Septembre/octobre : Pierre Belain d'Esnambuc débarque à Saint-Christophe aux Antilles, après un combat avec un galion espagnol. Anglais et Français se partagent l’île[6].
- 25 octobre : bataille de Pilicada. Les Hollandais attaquent vainement les Portugais à Elmina[7].

- Bénin : début du règne de Dako, roi d’Abomey (fin en 1650). Il soumet la région proche d’Abomey[8].

- Chine : les Mandchous installent leur capitale à Moukden (fin en 1644)[9].
- Le capitaine Richard Wollaston et Thomas Morton arrivent en Nouvelle-Angleterre. Ils fondent un établissement nommé Mount Wollaston à l'emplacement de Quincy, près de Boston, qui devient un lieu de débauche rebaptisé « Mare Mount » ou « Merry Mount » (« Mont Joyeux »). Ils sont chassés par des Puritains de la colonie de Plymouth en 1628[10].

### Europe
- Février : Mansfeld après avoir levé 12 000 hommes en Angleterre, débarque en Hollande où il est rejoint par Halberstadt[11].
- 13 mars : la béatification est soumise au droit de réserve du pape (décret confirmé par le bref du 5 juillet 1634)[12].
- 27 mars : début du règne de Charles Ier d'Angleterre qui succède à Jacques Ier d'Angleterre (fin en 1649)[13]. Souverain populaire à son avènement, son mépris pour le Parlement et son abandon des affaires à des favoris, en feront rapidement un roi détesté. Son épouse Henriette-Marie de France contribuera à l’orienter vers le catholicisme et l’absolutisme. Buckingham garde la faveur du roi.

- 7 avril : Albert de Wallenstein devient général des armées impériales de Ferdinand II[14].
- 23 avril : mort de Maurice de Nassau. Son frère Frédéric-Henri de Nassau lui succède comme  stathouder dans cinq provinces des Pays-Bas[15].
- Mai, Brunswick : Christian IV de Danemark est élu à la tête du Cercle de Basse-Saxe[16].

- 19 mai : intervention de Christian IV de Danemark en Allemagne du Nord[11]. Au titre de duc de Holstein, il siège à la Diète germanique et est membre du cercle de Basse-Saxe. Il est un des chefs du parti luthérien. Son fils Frédéric est administrateur des évêchés de Verden, Halberstadt et coadjuteur de Brême et d’Osnabrück. Christian IV ne tient pas à voir remise en rigueur la clause du réservat ecclésiastique, qui donnerait ces évêchés à des catholiques. Les manœuvres de Wallenstein dans le nord de l’Empire, pour tenter de contrôler les ports de la Baltique pour servir de base contre les Provinces-Unies, inquiètent Christian IV.
- 11 mai : mariage par procuration d’Henriette-Marie de France avec Charles Ier d'Angleterre[15].
- 15 mai : Jeu de dés de Frankenburg ; 16 paysans de Haute-Autriche sont exécutés par les Bavarois qui occupent le pays. Une insurrection éclate en mai 1626[17].
- 5 juin : fin du siège de Bréda. Les Espagnols de Spinola prennent Bréda aux Hollandais[15].

- Été : Peste à Londres. 41 000 victimes jusqu'en décembre pour une population de 320 000 personnes[18].
- 17 juillet : Christian IV de Danemark quitte le Holstein et entre en Basse-Saxe ; après un accident survenu à Hamelin le 30 juillet, il demande un armistice à Tilly, qui pose des préliminaires de paix[11].
- 25 juillet : Tilly prend l'offensive contre le roi de Danemark ; il entre dans le cercle de Basse-Saxe et campe près de Holzminden après avoir franchi le Weser[11].
- 17 août : Tilly occupe Hamelin, prend Stolzenau et assiège Nienbourg jusqu’en septembre[11].
- 22 août-10 septembre : la diète du cercle de basse Saxe, réunit à Brunswick, ne parvient pas à s'entendre avec Tilly[11].
- 21 septembre : les impériaux commandés par Pappenheim battent les Français et les Vénitiens à Verceia[19].

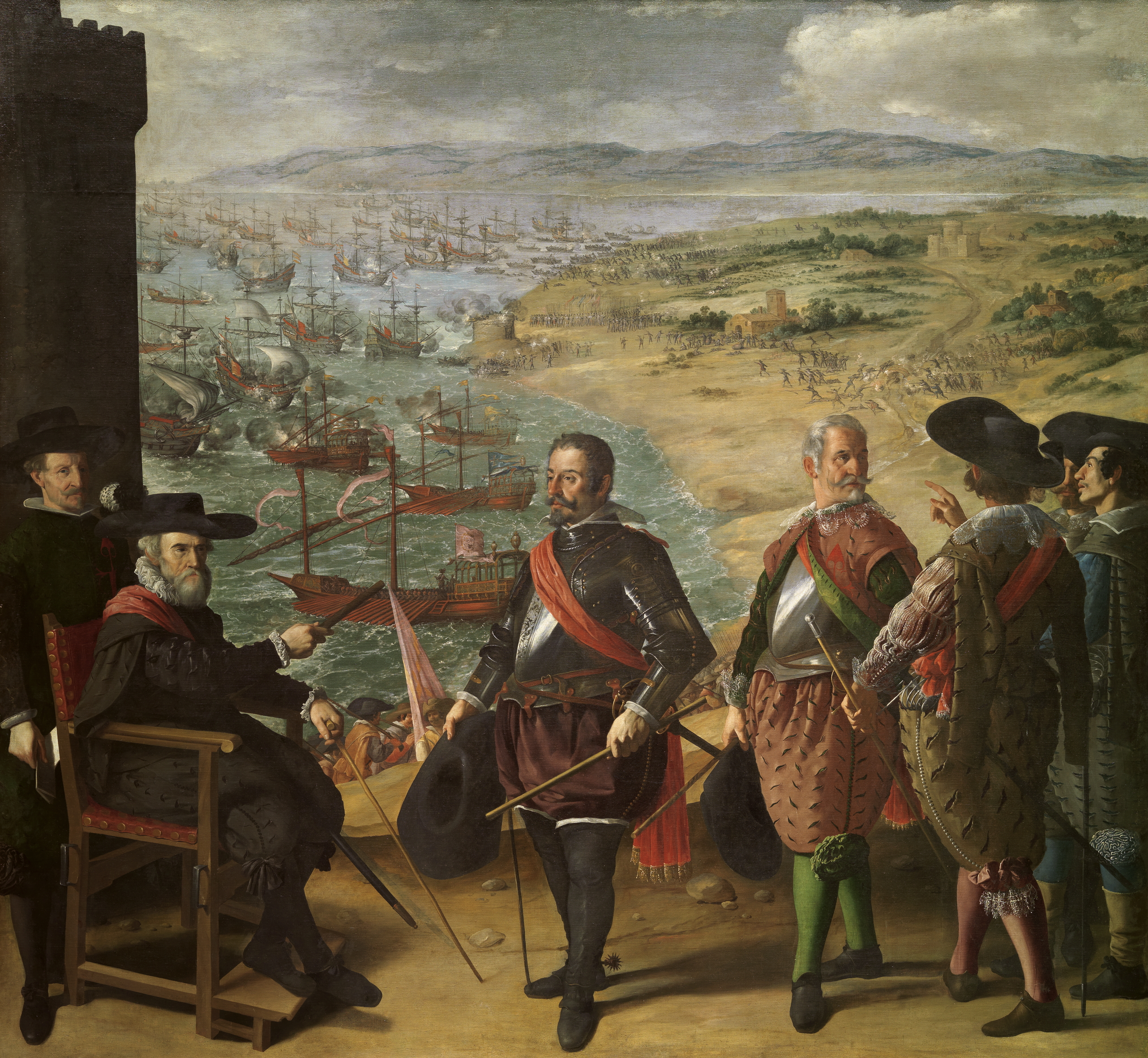
1er-7 novembre : défense de Cadix contre les Anglais. Toile de Zurbarán, 1634.

- 1er-7 novembre : bataille de Cadix[20].
- 4 novembre : le duc Frédéric de Saxe-Altenbourg et le général Obentraut sont défaits et tués par le général Tilly près de Hanovre[21]. Tilly ne peut occuper Hanovre et s'établit à Bockenem.
- 5 novembre, Pologne : traité de Kurukove[22]. Sigismond III Vasa établit un nouveau règlement qui limite à six mille le nombre des Cosaques enregistrés. Ils sont plus de trente à quarante mille à prétendre à cet avantage et les Cosaques en surplus sont considérés comme des paysans corvéables soumis aux magnats bénéficiaires des terres. Cela provoquera des révoltes en 1630, 1637 et 1638[23].
- 13 novembre : le ministre de Philippe IV d'Espagne, Olivares, présente son projet d’Unión de Armas, visant à augmenter la participation militaire des différents États de la monarchie espagnole ; le projet, présenté 1626, est mal accueilli aux Cortès de Valence et d’Aragon, et refusé par ceux de Barcelone en 1626 et 1632.  La Catalogne s’agite contre la politique fiscale d’Olivares, situation qui culmine en 1640[24].
- 8 décembre : Ferdinand III est couronné roi de Hongrie (fin en 1657)[25].
- 9 décembre : traité de La Haye entre l'Angleterre, les Provinces-Unies et le Danemark[15].

## Naissances en 1625
- 5 avril : Domenico Maria Canuti, peintre baroque italien de l'école bolonaise († 6 avril 1684).
- 15 mai : Carlo Maratta, peintre italien († 15 décembre 1713).
- 3 juin : Philippe Baldinucci, historien de l'art, peintre et biographe italien († 1er janvier 1697).
- 8 juin : Jean-Dominique Cassini, astronome français († 14 septembre 1712).
- 11 juillet : Jean Hérault de Gourville, mémorialiste français († 14 juin 1703).
- 27 juillet : Édouard Montagu, 1er comte de Sandwich, officier de marine et homme politique anglais († 7 juin 1672).
- 20 août : Thomas Corneille, juriste et auteur dramatique français, frère de Pierre Corneille († 8 décembre 1709).
- 25 août : Jean-Philippe Bettendorff, jésuite luxembourgeois, missionnaire et peintre naturalisé brésilien (†5 août 1698).
- 20 novembre :
  - Paulus Potter, peintre néerlandais († 17 janvier 1654).
  - Tønne Huitfeldt, général norvégien au service du Danemark († 12 septembre 1677).
- 16 décembre : Erhard Weigel, mathématicien, astronome et philosophe allemand († 20 mars 1699).
- 20 décembre : Thomas Esterhazy, noble et militaire hongrois († 26 août 1652).
- Date précise inconnue :
  - Francesco Maria Borzone, peintre baroque italien de l'école génoise († 1679).
  - Antonio Busca, peintre baroque italien († 1686).
  - Hendrick Danckerts, peintre et graveur hollandais († 1680).
  - Charles Hart, comédien anglais († 18 août 1683).
  - Karel van der Pluym, graveur et peintre néerlandais († 22 février 1672).

## Décès en 1625
- 7 janvier : Lodovico Grossi da Viadana, compositeur italien (° 1560).
- 13 janvier : Jan Brueghel l'Ancien, peintre baroque flamand (° 1568).
- 23 janvier : Jean III de Frise orientale, prince de la maison Cirksena et  comte de Rietberg (° 1566).
- 29 janvier : Jacob Gretser, jésuite allemand (° 27 mars 1562).
- 7 février : Johannes Crucius, théologien protestant néerlandais (° 1560).
- 19 février : Arthur Chichester 1er baron Chichester, administrateur et soldat anglais (° mai 1563).
- 22 février : Amos Barbot de Buzay, magistrat et historien français (° 9 novembre 1566).
- 26 février : Anne de Suède, princesse de Suède-Finlande (° 17 mai 1568).
- 5 mars :
  - Nagai Naokatsu, daimyo de l'époque Azuchi Momoyama au début de l'époque d'Edo (° 1563).
  - Jérémie de Valachie, religieux capucin italien d'origine roumaine (° 29 juin 1556).
- 7 mars : Johann Bayer, astronome allemand (° 1572).
- 25 mars :
  - Juan de Oviedo, architecte, sculpteur et ingénieur militaire espagnol (° 21 mai 1565).
  - Giambattista Marino, poète italien, père de la préciosité européenne (marinisme) (° 18 octobre 1569).
- 7 avril : Adriaan van de Spiegel, médecin, anatomiste et botaniste belge (° 1578).
- 23 avril : Maurice de Nassau, stadhouder des Provinces-Unies des Pays-Bas (° 14 novembre 1567).
- 27 avril ou  2 juin : Mōri Terumoto, général japonais (° 22 janvier 1553).
- 28 avril : Jacques Leschassier, écrivain et juriste français (° 1550).
- 30 avril : Benoît d'Urbin, prêtre capucin italien (° 13 septembre 1560).
- 6 mai :
  - George Bruce de Carnock, marchand et ingénieur écossais (° 1568).
  - Pietro Antonio Novelli I, mosaïste et peintre italien (° 1568).
- 8 mai : Nicolas Boucherat, religieux catholique français (° 1562).
- 17 mai : Francisco Goméz de Sandoval y Rojas, duc de Lerma, favori de Philippe III d'Espagne  (° 1552 ou 1553).
- ? mai : Pietro Cerone, prêtre, chanteur et théoricien de la musique italien (° 1566).
- 1er juin : Honoré d'Urfé, écrivain français, auteur du premier grand roman-fleuve digne de ce nom de la Littérature française, L'Astrée (° 11 février 1568).
- 5 juin : Orlando Gibbons, compositeur anglais (° 25 décembre 1583).
- 6 juin : Anna Maria Šemberová de Boskovice et Černá Hora, noble morave (° 1575).
- 9 juin : Antoine de Roquelaure, gentilhomme et militaire français (° mars 1543).
- 1er juillet : Bagrat II, 3e prince de Moukhran, principauté géorgienne dirigée par une branche de la famille royale géorgienne (° 16 juillet 1572).
- 5 juillet : Corneille Verdonck, polyphoniste belge (° 1563).
- 6 juillet : Francesco Villamena, graveur italien (° 1566).
- 14 août : Hans Rottenhammer, peintre allemand (° 1564).
- 19 août : Ennon III de Frise orientale, prince de la maison Cirksena et comte de Frise orientale (° 30 septembre 1563).
- 29 août : funérailles de John Fletcher, dramaturge anglais (° 1579).
- 30 août :  Anne de Prusse, duchesse en Prusse (° 3 juillet 1576).
- 4 septembre :
  - Philibert Milliet, évêque puis archevêque savoyard (° 5 avril 1561).
  - Thomas Smythe, marchand, homme politique et administrateur colonial anglais (° vers 1558).
- 6 septembre : Thomas Dempster, historien écossais (° 23 août 1579).
- 9 septembre : Kaspar Waser, théologien réformé et orientaliste suisse (° 1er septembre 1565).
- 12 septembre : Pierre de Valernod, prélat français, évêque de Nîmes (° 26 mai 1551).
- 14 septembre : Edward Mayhew, prêtre catholique et moine bénédictin anglais (° 1569).
- 15 septembre : Louis Richeome, père jésuite, auteur de traités de théologie, de morale et de controverses[26] (° 1544).
- 21 septembre : Bartolomeo Cavarozzi, peintre italien (° 15 février 1587).
- ? septembre : Thomas Lodge, médecin et dramaturge anglais (° vers 1558).
- Après le 14 octobre : Diane de Dommartin, baronne de Fontenoy-le-Château (° 20 septembre 1552).
- 22 octobre : Kikkawa Hiroie, daimyo de  l'époque Azuchi Momoyama et du début de l'époque d'Edo (° 7 décembre 1561).
- 24 octobre : Abraham Scultetus, professeur de théologie allemand (° 24 août 1566).
- 8 novembre : Christine de Holstein-Gottorp, reine de Suède et de Finlande puis régente de Södermanland (° 13 avril 1573).
- 13 novembre : Guglielmo Caccia, peintre maniériste italien spécialisé dans la peinture de retables (° 9 mai 1568).
- 14 novembre : Giulio Cesare Procaccini, peintre et graveur italien (° 30 mai 1574).
- 19 novembre :
  - Jean-Reinhard Ier de Hanau-Lichtenberg, sixième comte de Hanau-Lichtenberg (° 13 février 1569).
  - Seki Kazumasa, daimyo de la fin de l'époque Azuchi Momoyama et du début de l'époque d'Edo, vassal des clans Oda et Toyotomi (° 1564).
- 27 novembre : John Cameron, théologien protestant écossais (° 1579).
- 28 novembre : John Willis, ecclésiastique, sténographe et mnémonicien britannique (° 1575).
- 9 décembre : Ubbon Emmius, pédagogue historien et théologien réformé néerlandais, fondateur de l’Université de Groningue (° 5 décembre 1547).
- 19 décembre : Dorothée-Augusta de Brunswick-Wolfenbüttel, princesse de Brunswick-Wolfenbüttel et abbesse de l'Abbaye impériale de Gandersheim (° 12 février 1577).
- 24 décembre : Andreas Eudaemon-Joannes, prêtre jésuite, philosophe, théologien et écrivain grec (° 1566).

- Date précise inconnue :
  - Sofonisba Anguissola, peintre italienne (° vers 1535).
  - John Florio, linguiste, lexicographe et traducteur anglais d’ascendance italienne (° 1553).
  - Ferrante Imperato, pharmacien et naturaliste napolitain (° 1550).
  - Ippolito Malaspina, aristocrate italien (° 1540).
  - Julien Peleus, avocat, historien et poète français (° 1550).
  - Pedro Perret, graveur flamand (° 1555).
  - Lambert Thomas Schenkel, pédagogue et philologue néerlandais (° 7 mars 1547).
  - Maria Strick,  maître écrivain néerlandaise (° 1577).

- Vers 1625 :
  - Isaac Habert, poète baroque français (° vers 1560).
  - Léonard II Limosin, peintre émailleur français (° vers 1550).